# Sosirea lui Cornelis de Graeff și a membrilor familiei sale la Soestdijk, la proprietatea de la țară
Sosirea lui Cornelis de Graeff și a membrilor familiei sale la Soestdijk, la proprietatea de la țară (1660) este o pictură în ulei pe pânză realizată de pictorii olandezi Thomas de Keyser și Jacob van Ruisdael. Acum se află în colecția Galeriei Naționale a Irlandei din Dublin.
Pictura ilustrează sosirea bogatului primar Cornelis de Graeff, împreună cu a doua sa soție, Catherina Hooft, și a fiilor săi, Pieter și Jacob, la Palatul Soestdijk, proprietatea de la țară de lângă Utrecht. Cei trei bărbați din stânga sunt probabil cumnați și frați.
Dimensiunile sunt 118,4 cm x 170,5 cm. 
Istoricul de artă Seymour Slive atribuie fundalul și proprietatea de la țară lui Jacob van Ruisdael în catalogul lui raisonné din 2001. Hofstede de Groot nu a inclus această lucrare în catalogul său din 1911 raisonné de la Ruisdael. Transportul, oamenii și animalele sunt realizate de Thomas de Keyser.
Pictura a fost comandată de către De Graeff. Aceasta este singura lucrare comandată realizată de Jacob van Ruisdael.